# Allodiplophryxus floridanus
Allodiplophryxus floridanus är en kräftdjursart som beskrevs av Clements Robert Markham 1985. Allodiplophryxus floridanus ingår i släktet Allodiplophryxus och familjen Bopyridae.
Artens utbredningsområde är Mexikanska golfen. Inga underarter finns listade i Catalogue of Life.